# Ribas do Rio Pardo (kommun)
Ribas do Rio Pardo är en kommun i Brasilien.   Den ligger i delstaten Mato Grosso do Sul, i den södra delen av landet, 800 km sydväst om huvudstaden Brasília. Antalet invånare är 20 967.
Följande samhällen finns i Ribas do Rio Pardo:
- Ribas do Rio Pardo

Omgivningarna runt Ribas do Rio Pardo är huvudsakligen savann. Trakten runt Ribas do Rio Pardo är nära nog obefolkad, med mindre än två invånare per kvadratkilometer.